# Hisham Abdel Khalek
Hisham Abdel Khalek, all'anagrafe Hisham Ahmed Abdel Khalek Matook, (Giza, 25 dicembre 1979), è un produttore cinematografico, regista e sceneggiatore egiziano.

## Biografia
Abdel Khalek vive a Parigi in Francia.
Nel 2008 ha fondato con Olivier Delesse la società di produzione "So Freakantastik". È stato direttore artistico per la produzione di Aida a Doha, in Qatar, e a Giza, in Egitto all'ombra delle piramidi.

## Filmografia

### Produttore
- Dag, regia di Rosh Abdelfatah (2004)
- 3029 TD, regia di Rosh Abdelfatah (2004)
- Healing Power, regia di Ramses Marzouk (2005)
- Destinée, regia di Hisham Abdel Khalek (2008)
- Fatoush, regia di Hisham Abdel Khalek (2008)
- Salam Ya Joe, regia di Hisham Abdel Khalek (2009)

### Sceneggiatore
- Dalida, Queen of the Nile, regia di Hisham Abdel Khalek (2008)
- Un Siècle de Cinéma Egyptien, regia di Hisham Abdel Khalek (2008)
- To whom it may concern, regia di Khaled El Hagar (2008)
- Fatoush, regia di Hisham Abdel Khalek (2008)
- Salam Ya Joe, regia di Hisham Abdel Khalek (2009)
- Aida, regia di Philippe Druillet e Guillaume Hecht (2010)

### Regista
- Portrait for Alexandria Film Festival about Mohammed Abdel Wahab, Faten Hama and Naguib Mahfouz - cortometraggio (2000)
- Making of Aida Pyramids - cortometraggio (2002)
- Making of Aida Qatar - cortometraggio (2002)
- Images of war, short documentary - cortometraggio (2004)
- Love is hard, a video clip of Gasser - cortometraggio (2005)
- Ramses the last pharoh of Al Rahamesa - mediometraggio (2006)
- Destinée - cortometraggio (2008)[1]
- Fatoush - cortometraggio (2008)[2]
- Salam Ya Joe - cortometraggio (2009)[3]